# Pëtr Breus
Pëtr Pavlovič Breus (in russo Пётр Павлович Бреус?; 2 dicembre 1927 – 25 febbraio 2000) è stato un pallanuotista sovietico, vincitore di una medaglia di bronzo alle olimpiadi di Melbourne 1956.